# محمد جوزانی
محمد جوزانی (زاده تهران) بازیگر سینما و تلویزیون اهل ایران است. وی از سریال سیمرغ در نقش علی‌اکبر شیرودی به شهرت رسید.

## بازیگری

### تلویزیونی
- فیلم ساعت ۱۹
- معمای شاه در نقش مصطفی خمینی
- فردای دیروز
- اینجا تهران نیست
- فیلم داستانی سیاحت غرب
- مجموعه حرم تا حرم
- بچه‌های بهشت
- مردان آنجلس
- سیمرغ
- آفتاب هدایت

### سینمایی
- لوکوموتیوران (۱۳۷۹)
- پرواز خاموش (۱۳۷۷)
- مجروح جنگی (۱۳۷۷)
- هفت گذرگاه (۱۳۷۴)
- صلیب طلایی (۱۳۷۱)
- پوتین (۱۳۷۰)

## گروه کارگردانی
- لوکوموتیوران (۱۳۷۹)
- پرواز خاموش (۱۳۷۷)
- مجروح جنگی (فیلم) (۱۳۷۷)